# 1633 Chimay
1633 Chimay је астероид главног астероидног појаса са пречником од приближно 36,12 .
Афел астероида је на удаљености од 3,607 астрономских јединица (АЈ) од Сунца, а перихел на 2,768 АЈ.
Ексцентрицитет орбите износи 0,131, инклинација (нагиб) орбите у односу на раван еклиптике 2,678 степени, а орбитални период износи 2079,380 дана (5,693 година).
Апсолутна магнитуда астероида је 10,50 а геометријски албедо 0,085.
Астероид је откривен 3. марта 1929. године.